# Sara Kaljuvee
Pas d'image ? Cliquez ici

a Compétitions nationales et continentales officielles uniquement.

b Matchs officiels uniquement.
Sara Kaljuvee, née le 7 février 1993 à Ajax (Canada), est une joueuse internationale canadienne de rugby à XV évoluant au poste de centre.

## Biographie
Sara Kaljuvee naît le 7 février 1993 à Ajax au Canada.
En 2022, elle joue pour le club des Toronto Scottish. Elle compte 12 sélections en équipe du Canada de rugby à XV quand elle est retenue en septembre 2022 pour disputer sous les couleurs de son pays la Coupe du monde en Nouvelle-Zélande.
En septembre 2024, elle est sélectionnée pour le WXV avec son pays.